# Викендица
Викендица, викенд кућа, летњиковац или дача углавном је мања кућа, измештена од већих насеља и градова, чији је главни циљ одмор. То је стамбени објекат намењен првенствено коришћењу ван места сталног боравка.
Реч „викендица” (од енгл. weekend — „викенд”) потиче изворно из енглеске архитектуре, а представљала је малу стару кућу или старомодну зграду. Викендица је тада поседовала приземни стамбени простор и горњи спрат на коме је било смештено неколико соба. У британском изразу, означавала је мали стамбени објекат, грађен по традиционалној архитектури, која је била препознатљива и позната у одређеном крају.
Историјски гледано, викендице се по први пут појављују у средњем веку и то првенствено код пољопривредника са села, који су их и градили. Викендице су биле мање сељачке стамбене јединице и у тој раној фази нису биле баш тако мале, већ су биле већи објекти са окућницом.
Викенд кућа је позната у многим културама и то под различитим називима. У САД се викендица назива и „кућом за одмор”, али је још називају и „кампом”, „кабином” па и „шеталиштем”. У Русији, на Балтику и у Скандинавији, викендицу називају „колибом”, а и сам назив има локалне синониме.